# 弁天森
弁天森（べんてんもり）は白神山地にある山の1つ。標高は980メートル。
侵食が進み、東の湯ノ沢川（岩木川水系）・西の朝日股沢（岩木川水系大沢川の支流）まで急峻である。稜線は南北に連なっており、北は津軽白神湖へおちこみ、南は尾太岳と峰続きになっている。変朽安山岩（プロピライト）に覆われ、ブナを中心とした原生林にクロベやコメツガが混じる。山麓部では部分的にスギ・カラマツの人工林がある。かつて東山麓には尾太鉱山が操業されていて、特に黒鉱を産出した。